# Офицер запаса
Офице́р запа́са — военнообязанное лицо, имеющее офицерское звание, не находящееся на действительной военной службе.
Офицера запаса не следует путать с офицером в отставке, который вышел в отставку по возрасту, состоянию здоровья или иным причинам. Офицером запаса может стать лицо, ранее находившееся на военной службе и уволенное в запас, либо лицо, переведённое в запас непосредственно после присвоения офицерского звания (например: лица, окончившие военную кафедру при высшем учебном заведении). Офицер запаса может быть призван на военную службу по основаниям, предусмотренным законом. В период нахождения в запасе офицеру запаса денежное довольствие не выплачивается, но могут быть установлены, в соответствии с законами, определённые денежные выплаты.

## История
В Красной армии Советской России и Союза ССР впервые в мире была организована система подготовки командиров и начальников при гражданских учебных заведениях, позднее — офицеров (с 1943 года). Основные цели данной системы были:
- на особый период (война) создать резерв высоко образованных командиров и начальников формирований (с 1943 года — офицеров) на случай мобилизации в военное время;
- сокращение государственных затрат на подготовку командиров и начальников запаса;
- и другие.

Общей тенденцией всех армий, флотов и авиаций мира в течение XX века стало неуклонное повышение среди офицеров доли людей с высшим образованием. В послевоенной Советской армии и Военно-морском флоте ВС Союза ССР эта цифра была доведена фактически до 100 %.
В соответствии с этой тенденцией Советская армия и ВМФ ВС СССР рассматривала практически любое гражданское лицо с высшим и средним-специальным  образованием как потенциального офицера (командира) в военное время. Для их обучения была развёрнута сеть военных кафедр при гражданских ВУЗах, программа обучения на которых соответствовала военному и высшему военному училищам.
Подобная система, применённая впервые в мире в Советской России, взята на вооружение Соединёнными Штатами Америки, где значительная часть офицеров подготавливается на курсах вневойсковой подготовки офицеров резерва и в офицерских кандидатских школах. Развитая сеть высших военных училищ является также весьма дорогостоящей; содержание одного училища обходится государству примерно как содержание дивизии, полностью развёрнутой по штату военного времени. Курсы подготовки офицеров резерва гораздо дешевле, и Соединённые Штаты делают на них большой упор.

...
XXI. ПОДГОТОВКА НАЧАЛЬСТВУЮЩЕГО СОСТАВА ЗАПАСА
1. Обеспечить воспитание и обучение культурного, имеющего прочные практические навыки в командовании, знающего уставы и наставления, дисциплинированного командира.
2. Командир запаса должен быть подготовлен для умелого выполнения своей должности в любых условиях обстановки. Командиров запаса пехоты, кроме того, научить действовать в условиях позиционной войны, атаковать доты, устанавливать и разрушать инженерные препятствия.
3. Каждого командира запаса научить лично в совершенстве пользоваться всеми средствами вооружения, находящимися в его подразделении, метко стрелять и отлично управлять огнем.
4. Военным советам округов проверить соответствие кадров командного состава и материальное оснащение КУКСЗов, обеспечив им выполнение их задач.
 ...— Приказ Народного комиссара обороны Союза ССР № 120 «О боевой и политической подготовке войск в летний период 1940 учебного года», от 16 мая 1940 года.

## Состав запаса

### Российская Федерация — Россия
Граждане Российской Федерации — России, пребывающие в запасе (составы запаса (воинские звания)), подразделяются на три разряда:
- Первый разряд:
  - Младшие офицеры — до 50 лет;
  - Майоры, капитаны 3-го ранга, подполковники, капитаны 2-го ранга — до 55 лет;
  - Полковники, капитаны 1-го ранга — до 60 лет;
  - Высшие офицеры — до 65 лет.
- Второй разряд:
  - Младшие офицеры — до 55 лет;
  - Майоры, капитаны 3-го ранга, подполковники, капитаны 2-го ранга — до 60 лет;
  - Полковники, капитаны 1-го ранга — до 65 лет;
  - Высшие офицеры — до 70 лет.
- Третий разряд:
  - Младшие офицеры — до 60 лет;
  - Майоры, капитаны 3-го ранга, подполковники, капитаны 2-го ранга — до 65 лет;
  - Полковники, капитаны 1-го ранга — нет;
  - Высшие офицеры — нет.

Граждане женского пола, пребывающие в запасе, относятся к третьему разряду: имеющие воинские звания офицеров пребывают в запасе до достижения ими возраста 50 лет. Гражданин, пребывающий в запасе и достигший предельного возраста пребывания в запасе или признанный Федеральным законом № 53-ФЗ «О воинской обязанности и военной службе» от 28 марта 1998 года в установленном порядке не годным к военной службе по состоянию здоровья, переводится военным комиссариатом либо иным органом, осуществляющим воинский учёт, в отставку и снимается с воинского учёта.

## Использование офицеров запаса
Институт офицеров запаса повышает мобилизационные возможности государства в случае крупномасштабной войны (военного конфликта), позволяя быстро комплектовать и разворачивать дополнительные войска.
В Союзе ССР в начальный период Великой Отечественной войны на основе запаса было сформировано значительное количество воинских частей и соединений. Позднее, при вводе советских войск в Афганистан в 1979 году, офицеры запаса были использованы для комплектования и  развертывании 40-й армии.

... В конце декабря 1979 г. в Афганистан вошли военнослужащие, в основном призванные из запаса. Такое парадоксальное решение было принято, на мой взгляд, по нескольким причинам. Для создания Ограниченного контингента требовалось огромное количество солдат срочной службы, прапорщиков и офицеров, которых в Туркестанском военном округе и так не хватало.
Призванные из запаса солдаты и офицеры показали себя в Афганистане с самой лучшей стороны. Все они были зрелого возраста, многие уже имели семьи, детей. Запасники были опытнее молодых солдат и прекрасно понимали, что попали не на учения, а оказались в очень серьезной обстановке. Мы были уверены, что никто из них, скажем, не уснёт на посту и не уйдёт из своей части.
...
Последние из запасников застали начавшиеся нападения на машины, засады и перестрелки. В начале февраля душманы в упор расстреляли одну из патрульных машин, которая контролировала небольшой участок дороги в окрестностях Кабула. 10 солдат в кузове, водитель и офицер — все они были призваны из запаса на несколько недель — погибли.
Возвращались домой запасники с радостью. Самые последние из них провели в Афганистане не больше 2 месяцев. Это был самый спокойный период за всё время нашего там пребывания. ...— Б. В. Громов, «Ограниченный контингент людей чести и долга».
В середине 2000-х годов резервисты Национальной гвардии США составили значительную долю личного состава действующих вооруженных сил, принявших участие в войне в Афганистане и иракской войне.